# Лабор (Копер)
Лабор (словен. Labor) — поселення в общині Копер, Регіон Обално-крашка, Словенія. Висота над рівнем моря: 328,7 м.